# Видеокарта
Видеокарта (известна също като графична платка, графична карта, видеоадаптер, графичен адаптер) (Английски превод: Video card, Graphics processing unit, Graphics card) е разширителна карта, преобразуваща графичния образ, съхранен в паметта на компютъра под форма, която е подходяща за изобразяване на картината на монитора.
Повечето графични карти не са ограничени до обикновен изход на дисплея. Техният интегриран графичен процесор може да извърши допълнителна обработка, снемайки по този начин натоварването от централния процесор. Например, компании като Nvidia и AMD (преди известна като ATI) произвеждат карти, които използват API като OpenGL и DirectX и ги имплементират на хардуерно ниво. В по-късната част 2010-те години се наблюдава и тенденция да се използват изчислителните възможности на графичния процесор за решаване на неграфични задачи, което може да се направи чрез използването на OpenCL и CUDA. Графичните карти се използват широко за обучение на изкуствен интелект, добив на криптовалути и молекулярна симулация.
Най-често видеокартата е изработена като 3D принтирана платка, към която след това се вградят части за охлаждане. Тя се поставя в слот за разширение – универсален или специализиран (AGP, PCI Express). Някои се използват чрез помощта на специални кутии, които са свързани към компютъра чрез докинг станция или кабел. Те са известни като eGPU.

## История
Стандарти като MDA, CGA, HGC, Tandy, PGC, EGA, VGA, MCGA, 8514 или XGA са въведени от 1982 до 1990 г. и се поддържат от различни производители на хардуер.
3dfx Interactive е една от първите компании, разработили графичен процесор с 3D ускорение (със серията Voodoo) и първият, който разработва графичен чипсет, посветен на 3D, но без 2D поддръжка (което следователно изисква наличието на 2D карта за работа) . Сега по-голямата част от съвременните графични карти са изградени с графични чипове, произведени от AMD или Nvidia (и вградени видео процесори на Интел). До 2000 г. 3dfx Interactive също е бил важен и често новаторски производител. Повечето графични карти предлагат различни функции като ускорено изобразяване на 3D сцени и 2D графики, MPEG-2/MPEG-4 декодиране, телевизионен изход или възможност за свързване на множество монитори (много монитор). Графичните карти също имат възможности за звукова карта за извеждане на звук – заедно с видеото за свързани телевизори или монитори с вградени високоговорители.
В рамките на индустрията графичните карти понякога се наричат платки за графични добавки, съкратени като AIB, като думата „графика“ обикновено се пропуска.

## Отделен и вграден процесор
Като алтернатива на използването на отделна графична карта, видео хардуерът може да бъде интегриран в дънната платка или процесора. И двата подхода могат да се нарекат „интегрирана графика“. Реализациите, базирани на дънна платка, понякога се наричат „on-board video“. Почти всички дънни платки за настолни компютри с интегрирана графика позволяват деактивирането на интегрирания графичен чип в BIOS и имат PCI или PCI Express (PCI-E) слот за добавяне на графична карта с по-висока производителност на мястото на интегрираната графика (Ако има такава. Някои процесори нямат вградени видео карти и за показване на изображения е задължителна отделна видеокарта). Понякога както интегрираната графика, така и отделната графична карта могат да се използват едновременно за захранване на отделни дисплеи. Основните предимства на интегрираната графика включват: цена, компактност, простота и ниска консумация на енергия. Недостатъкът на производителността на интегрираната графика възниква, защото графичният процесор споделя системните ресурси с процесора. Дискретната графична карта има собствена памет с произволен достъп (RAM), собствена система за охлаждане и специални регулатори на мощността, като всички компоненти са проектирани специално за обработка на видео изображения. Надграждането до дискретна графична карта разтоварва работата от процесора и системната RAM, така че не само графичната обработка ще бъде по-бърза, но и цялостната производителност на компютъра значително ще се подобри. Това често е необходимо за игра на видеоигри, работа с 3D анимация или редактиране на видео.
Както AMD, така и Intel представиха процесори и чипсети на дънна платка, които поддържат интегрирането на GPU в същата матрица като CPU. AMD предлага процесори с интегрирана графика под търговската марка Accelerated Processing Unit (APU), докато Intel предлага подобни технологии под марките Intel HD Graphics and Iris. С 8-ото поколение процесори Intel обяви серията Intel UHD интегрирана графика за по-добра поддръжка на 4K дисплеи.[7] Въпреки че все още не са еквивалентни на производителността на дискретните решения, HD Graphics платформата на Intel осигурява производителност, близка до дискретна графика от среден клас, а технологията AMD APU е възприета както от конзолите за видеоигри PlayStation, така и Xbox.

## Консумация на енергия
С нарастването на процесорната мощност на графичните карти се увеличава и търсенето на електрическа енергия. Настоящите високопроизводителни графични карти са склонни да консумират големи количества енергия. Например, термичната проектна мощност (TDP) за GeForce Titan RTX е 280 вата. При тестване по време на игри, GeForce RTX 3090Ti Founder's Edition е средно 450 вата консумация на енергия. Докато производителите на процесори и захранващи устройства напоследък се придвижиха към по-висока ефективност, изискванията за мощност на графичните процесори продължават да нарастват, така че графичните карти може да имат най-голямата консумация на енергия от всяка отделна част в компютъра. Въпреки че захранващите устройства също увеличават мощността си, проблемна е връзката PCI-Express, която е ограничена до захранване от 75 вата. Съвременните графични карти с консумация на енергия над 75 вата обикновено включват комбинация от шест-пинови (75 W) или осем-пинови (150 W) гнезда, които се свързват директно към захранването. Осигуряването на адекватно охлаждане се превръща в предизвикателство за компютрите с по-актуални графични карти, тъй като изискването на компютри с нови карти е не по-малко над 750+ вата, но в повечето случаи, за да се избегне късо съединение, трябва да се предостави захраване с повече от основното изискване. Извличането на топлина се превръща в основното предпятствие при поддържане на компютри с две или повече графични карти от висок клас.

## Размери
Видео картите за desktop (настолни) компютри се предлагат в един от двата профила с размер, които могат да позволят добавянето на графична карта дори към малки компютри. Някои графични карти не са с обичайния размер и по този начин са категоризирани като нископрофилни (low-profile). Профилите на графичните карти се основават само на височина, като нископрофилните карти заемат по-малко от височината на PCIe слот, някои могат да бъдат толкова ниски, колкото „половин височина“. Дължината и дебелината могат да варират значително, като картите от висок клас обикновено заемат два или три слота за разширение, а с двойни GPU карти – като Nvidia GeForce GTX 690 – обикновено надвишават 250 mm (10 инча) по дължина. Като цяло повечето потребители ще предпочетат карта с по-нисък профил, ако намерението е да поставят няколко карти или се сблъскат с проблеми с разстоянието на картата с други компоненти на дънната платка като DIMM или PCIE слотовете. Това може да се поправи с по-голям кейс (също може да се нарече кутия), който се предлага в среден, голям и компактен размер. Големите кутии обикновено могат да паснат на по-големи дънни платки с размери като ATX и micro ATX. Колкото по-голям е корпусът, толкова по-голяма е дънната платка и толкова по-голяма може да е графичната карта или множество други компоненти.

## Съвместно използване на видеокарти
Някои графични карти могат да бъдат свързани помежду си, за да позволят усилване на графичната производителност на множество карти. Това се прави с помощта на PCIe компонента на дънната платка или, по-често, чрез мост за данни (като например SLI bridge). По принцип картите трябва да са от един и същ модел, за да бъдат свързани, а на всичкото отгоре повечето карти с ниска мощност не могат да бъдат свързани по този начин. AMD и Nvidia имат собствени методи за мащабиране, CrossFireX за AMD и SLI (от поколението на Turing, заменено от NVLink) за Nvidia. Карти от различни производители не могат да се използват заедно за мащабиране на няколко карти. Ако графичната карта има различни размери на паметта, ще се използва най-ниската стойност, като по-високите стойности се пренебрегват. Понастоящем свързването на карти от потребителски клас има лимит до 4 карти. Използването на четири карти изисква голяма дънна платка с правилна конфигурация. Графичната карта GeForce GTX 590 (която е супер стара) на Nvidia може да бъде конфигурирана в тази конфигурация с четири карти, както и други по-нови модели на NVidia. Дънните платки като ASUS Maximus 3 Extreme и Gigabyte GA EX58 Extreme са сертифицирани за работа с тази конфигурация. Сертифицирано голямо захранване е необходимо за работа на картите в SLI или CrossFireX. Изискванията за захранване трябва да бъдат известни, преди да се инсталира подходящо захранване. За конфигурацията с четири карти е необходимо захранване от 1000+ вата, AcBel PC8055-000G и Corsair AX1200. При всяка сравнително мощна видеокарта, контролирането на топлината и създаването на добри условия за картите не може да бъде пренебрегнато. Графичните карти изискват добре вентилирано шаси и термично решение. Обикновено се изисква въздушно или водно охлаждане, въпреки че графичните процесори с ниска мощност могат да използват пасивно охлаждане.
SLI и Crossfire са все по-необичайни, тъй като повечето игри не използват напълно множество графични процесори, защото повечето потребители не могат да си ги позволят и няма смисъл да се работи над нещо, което максимум няколко човека от милиони потребители би били използвали. Множество графични процесори все още се използват в суперкомпютри, като в Summit.

## 3D графично API
Графичният драйвер обикновено поддържа една или няколко карти от една и съща линия / семейство / група карти. Освен това операционната система или допълнителен софтуер може да предоставят определени програмни API за приложения, с които се извършва 3D изобразяване.
| OS                     | Vulkan         | Direct X  | GNMX | Metal | OpenGL | OpenGL ES |
| ---------------------- | -------------- | --------- | ---- | ----- | ------ | --------- |
| Windows                | Yes            | Microsoft | No   | No    | Yes    | Yes       |
| macOS                  | MoltenVK       | No        | No   | Apple | Apple  | No        |
| Linux                  | Yes            | Wine      | No   | No    | Yes    | Yes       |
| Android                | Yes            | No        | No   | No    | Nvidia | Yes       |
| iOS                    | MoltenVK       | No        | No   | Apple | No     | Apple     |
| Tizen                  | In development | No        | No   | No    | No     | Yes       |
| Sailfish OS            | In development | No        | No   | No    | No     | Yes       |
| Xbox                   | No             | Yes       | No   | No    | No     | No        |
| Orbis OS (PlayStation) | No             | No        | Yes  | No    | No     | No        |
| Wii U                  | Yes            | No        | No   | No    | Yes    | Yes       |

### Видео карти с различни предназначения
Всяка карта има различно предназначение:
1. Карти за играене на игри
  - GeForce GTX
  - GeForce RTX
  - Radeon HD
  - Radeon RX
2. Облачно играене на игри (Cloud gaming)
  - Nvidia Grid
  - Radeon Sky
3. Специални видео карти за работа
  - Nvidia Quadro
  - AMD FirePro
  - Radeon Pro
  - GeForceTitan (Много хора я използват за игри, заради близките характеристики до 2080Ti и 3070/3070Ti от новата генерация)
4. Карти за безжична връзка
  - Nvidia Tesla
  - AMD FireStream
5. Карти, които се използват при изработване на изкуствен интелект
  - Nvidia Tesla
  - Radeon Instinct
6. Карти, които се използват при коли с автопилот (Всички коли на Tesla, BMW 740i, Mercedes-Benz S-Class Sedan и други)
  - Nvidia Drive PX

## Актуални производители на графични процесори

### Основни
- AMD
- Nvidia
- Intel (интегрирани карти)

Специализирани:
- Matrox